# Бредли Дарил Вонг
Бредли Дарил Вонг (енгл. Bradley Darryl Wong; Сан Франциско, 24. октобар 1960) амерички је филмски и телевизијски глумац. Најпознатији је по улози др Џорџа Хуанга у серији Ред и закон: Одељење за специјалне жртве.